# Récif d'Elphinstone
Pour les articles homonymes, voir Elphinstone.
Le récif d'Elphinstone, (ou Sha'ab Abu Hamra en arabe et Elphinstone Reef en anglais) est un récif de la mer Rouge, situé à environ 12 kilomètres au large de Marsa Alam et Ras Galep, au sud de l'Égypte. Il est l'un des lieux de plongée sous-marine les plus connus de la Mer rouge, réputé notamment pour l'observation de requins longimanes.

## Toponymie
Le nom anglais de ce récif a été donné en honneur de Lord John Elphinstone, un baron écossais qui fut gouverneur de Bombay et de Madras. Ce nom lui fut donné par le capitaine britannique Robert Moresby (en) lorsqu'il cartographia la mer Rouge vers 1830 pour la British East India Company.

## Caractéristiques du récif d'Elphinstone
Le récif d'Elphinstone a une forme oblongue, d'une longueur d'environ 400 mètres sur 30 mètres, et affleure la surface de la mer. Il est orienté Nord-Ouest - Sud-Est, parallèle à la côte. Prolongé par des paliers à ses extrémités, il a des tombants d'environ 400 mètres sur ses flancs. La pointe sud présente une arche, connue sous le nom d'Arche d'Elphinstone, à une profondeur d'environ 55 mètres.

## Galerie

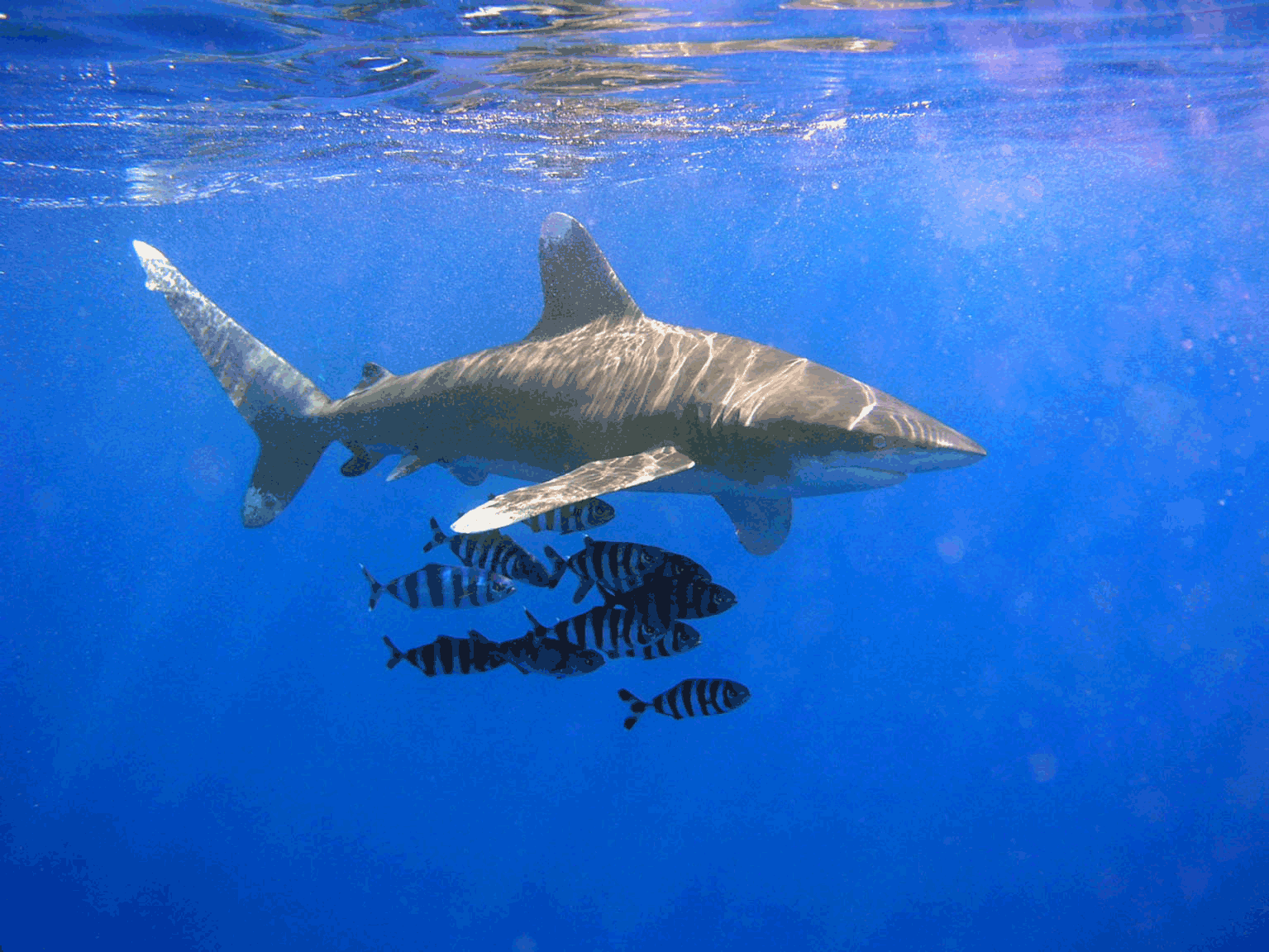
Un requin longimane accompagné d'un banc de Poissons-pilotes à Elphinstone Reef.
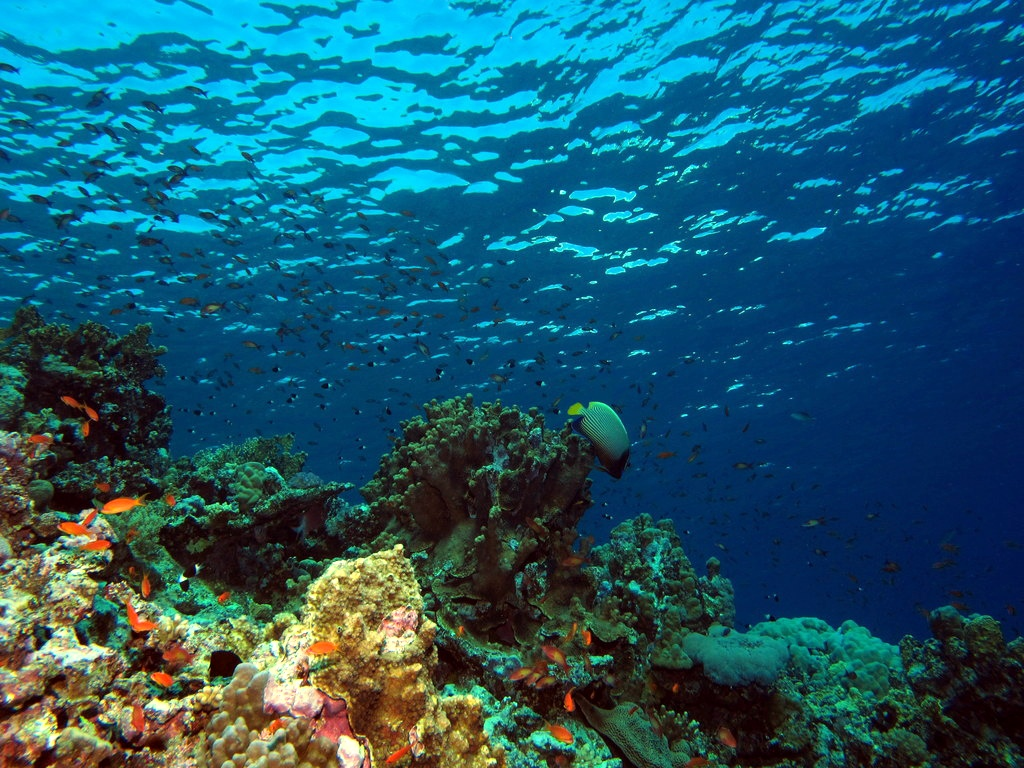
Fond marin à Elphinstone Reef.